# Magda Arguedas Villanueva
Magda Arguedas Villanueva ( La Paz, 15 de mayo de 1925) es una  artista plástica boliviana,  hija de Carlos Arguedas Soruco y Etelvina Villanueva y Saavedra. Su madre fue una mujer de ideas feministas, por lo que Magda Arguedas creció rodeada de ideas progresistas.

## Cargos públicos desempeñados
Arguedas, fue directora de la Escuela de Bellas Artes de Oruro (1966). Directora del Museo Casa de Murillo (1972-1975). Directora del Museo Nacional de Arte de La Paz (1977-1978). Directora del Centro de Conservación y Restauración de Bienes Muebles dependiente del I.B.C. Directora Ejecutiva del Instituto Boliviano de Cultura (1980). Directora de la Escuela de Artes ‘Hernando Siles’ 1983-1985 y 1991 Directora del Instituto de Patrimonio Artístico y Artes Visuales INPAAV (1986-1987).